# Сёч, Жужанна
Жужанна Сёч (венг. Zsuzsanna Szőcs; 10 апреля 1962, Будапешт) — венгерская фехтовальщица, бронзовый призёр Олимпийских игр 1980, 1988. Четырехкратная чемпионка мира.

## Биография
Отец Жужанны — известный венгерский рапирист Берталан Сёч.
Жужанна также начинала как рапиристка и свою первую из четырех золотых медалей чемпионки мира в командных турнирах в 1987 году завоевала в рапире, а затем трижды в 1989, 1991 и 1992 годах  побеждала в составе команды шпажисток.